# Канамара-мацурі

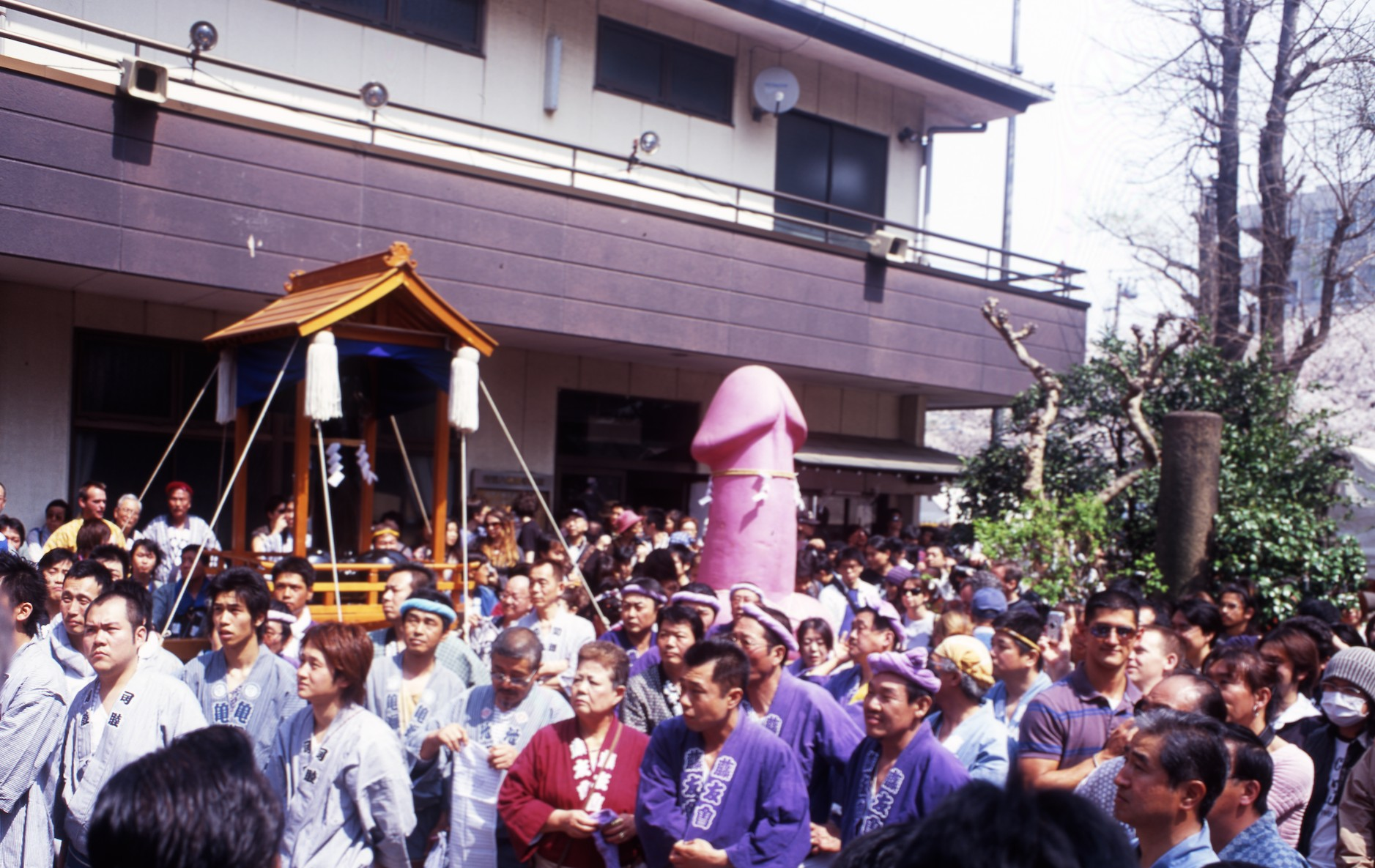
На Фестивалі, 2007

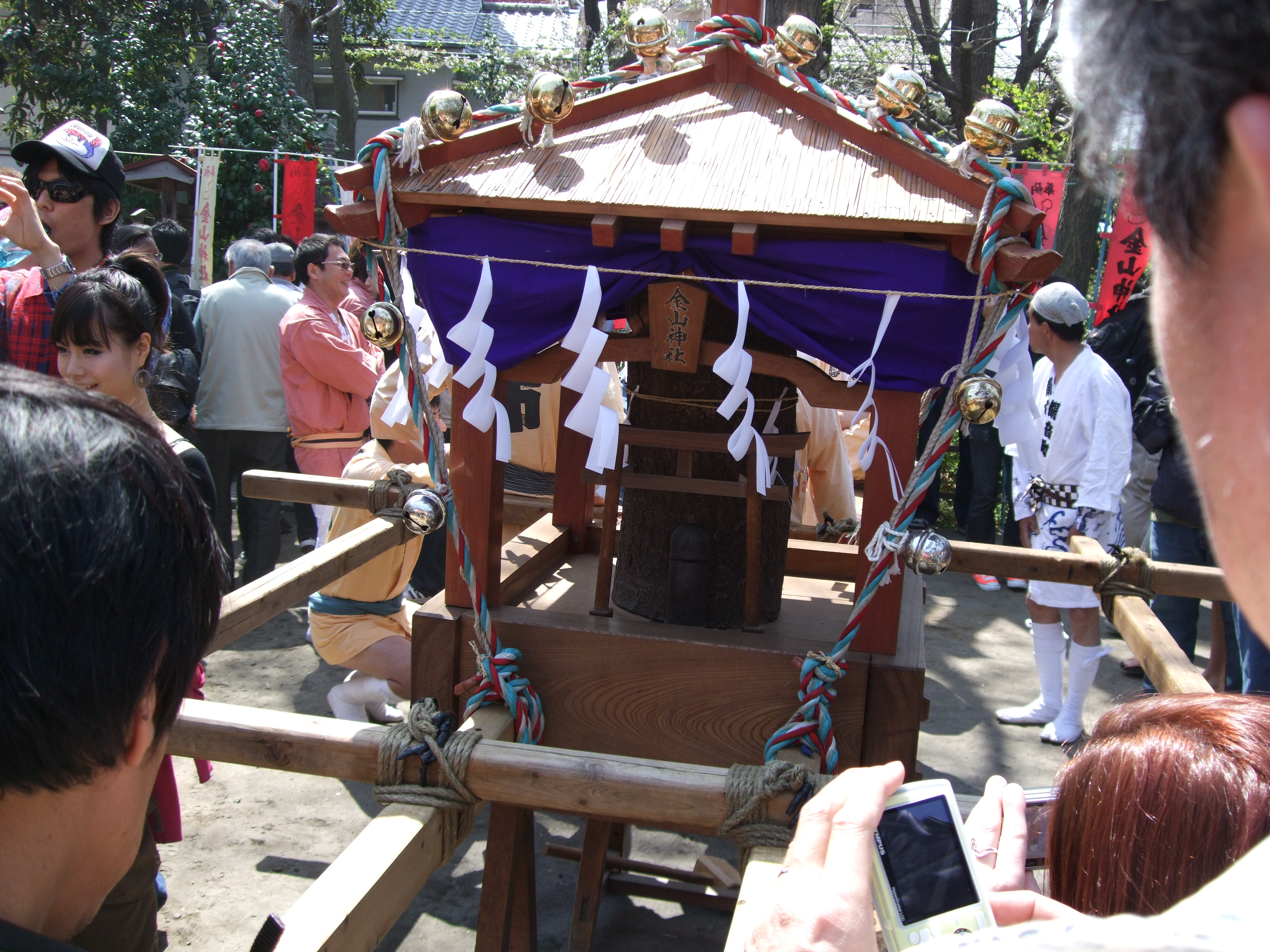
Великий паланкін

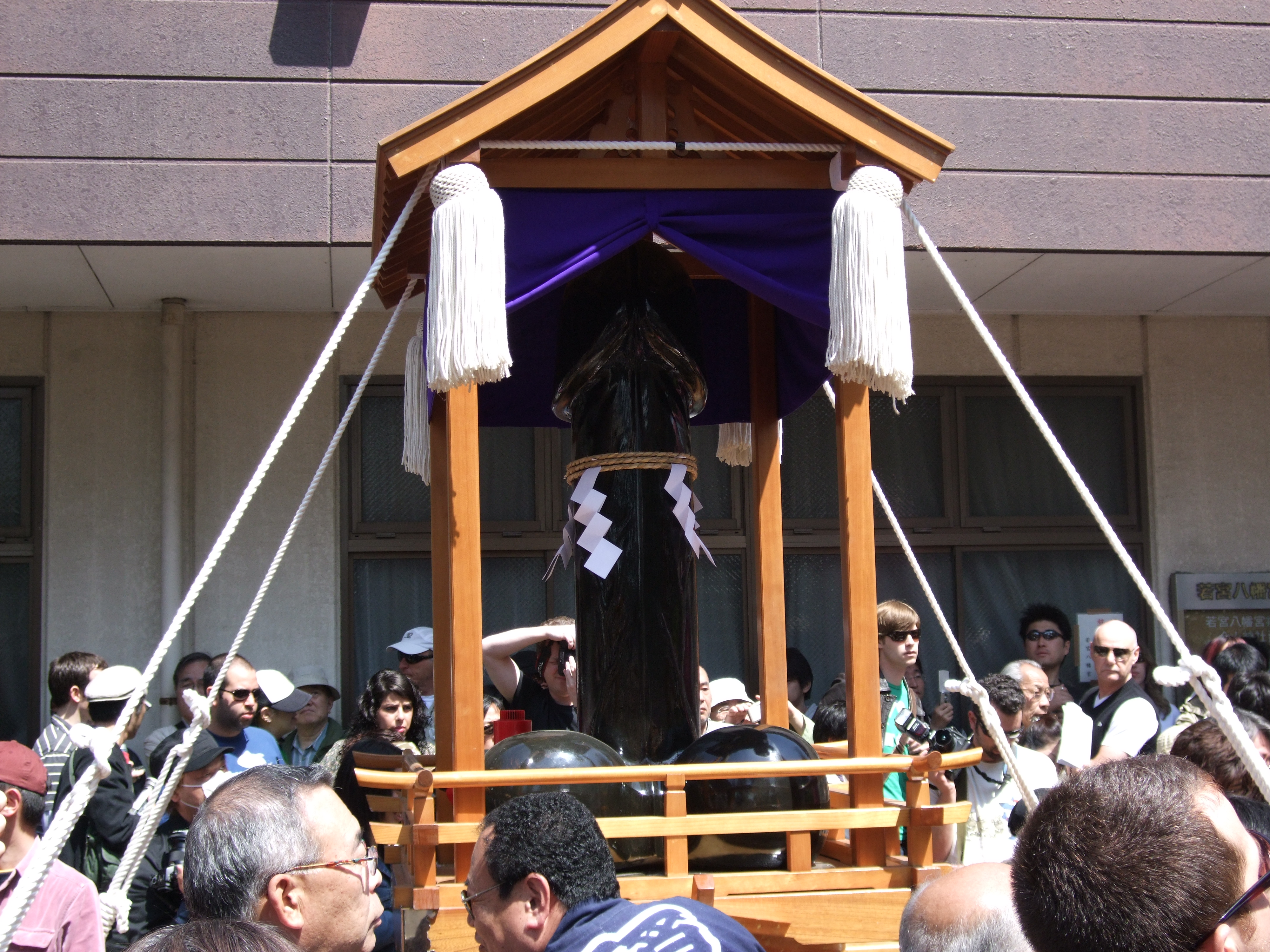
Паланкін у формі корабля

Канамара-мацурі (яп. かなまら祭り — «Фестиваль залізних пенісів») — синтоїстське свято, що відзначається щорічно в першу неділю квітня в храмі Канаяма японського міста Кавасакі.

## Історія
Вперше свято почали відзначати в період Едо (1603—1868), тоді повії просили у святині успіху в проституції та захисту від сифілісу.

## Опис
Центральною темою свята є три фалоса різних кольорів та розмірів: найбільший, рожевий, висотою близько 2,5 метрів, виносять в божественному паланкіні трансвестити. У формі пенісів всюди продаються льодяники, сувеніри, їх вирізують з дайкону та ін. Особливу активність і нині, як і століття тому, проявляють повії, що просять у Пеніса оберегти їх від венеричних хвороб.
Всі доходи від фестивалів передаються в фонди та організації, які займаються дослідженням ВІЛ.

## Легенда
Згідно з легендою, одного разу зубатий демон сховався в вагіні юної діви, і відкусив пеніси двом її нареченим у першу шлюбну ніч. Тоді коваль на її прохання взявся викувати залізний фалос, об який демон свої зуби і зламав.